# 李元 (宦官)
李元（？年—？年），東漢時期宦官、褒信侯。

## 生平
延光四年（公元125年），中黃門的李元等十九名宦官殺閻顯、江京、劉安、陳達等人，擁太子劉保為漢順帝，漢順帝封十九人為侯，李元被封褒信侯。
永建三年（公元128年），漢順帝念及孫程等人的功勳，將他們徵召回京師。孫程、王道、李元都被任命為騎都尉。
永和二年（公元137年），漢順帝乳母宋娥與李元等人因做奸逆不法之事被廢黜。